# Reggie Golson
Pour les articles homonymes, voir Golson.
Reggie Golson, né le 15 novembre 1981 à Kansas City (États-Unis), est un joueur de basket-ball professionnel américain. Il mesure 2,01 m.

## Collège
- 2001 - 2002 :  Hutchinson CC

## Université
- 2002 - 2005 :  University of Missouri State (NCAA)

## Clubs
- 2005 - 2006 :  Lich (2e division)

- 2006 - 2007 :  Paderborn (Basketball-Bundesliga)

- 2007 - ???? :  Almare (1er division)

puis  Cholet (Pro A)

## Palmarès
- Vainqueur de la Semaine des As
- Finaliste de la Coupe de France en 2008

## Sources
- Maxi-Basket